# Keeper of the Seven Keys, Pt. 1
| Đánh giá chuyên môn | Đánh giá chuyên môn |
| Nguồn đánh giá      | Nguồn đánh giá      |
| Nguồn               | Đánh giá            |
| ------------------- | ------------------- |
| Allmusic            | [ 1 ]               |
| Sputnikmusic        | [ 2 ]               |

Keeper of the Seven Keys Part I là album phòng thu thứ hai của ban nhạc power metal/heavy metal đến từ Đức Helloween, phát hành năm 1987. Đây là album đánh dấu sự xuất hiện của vocal mới Michael Kiske. Album được đánh giá là đem Helloween đến với thành công. Ca khúc "Future World" được phát hành dưới dạng single. Video clip cho "Halloween" được phát hành với 8 phút bị cắt bớt so với bản gốc. Trước khi phát hành album này, ban nhạc đề nghị với hãng đĩa của họ phát hành  Keeper of the Seven Keys Part I và Part II như một album đôi. Tuy nhiên yêu cầu của ban nhạc không được chấp thuận, họ phát hành Pt.1 năm 1987 và Pt.2 một năm sau đó. Hơn 2 thập kỷ sau đó, năm 2010, cả hai album đã được phát hành lại như dự định ban đầu của ban nhạc, với một số track bonus.

## Danh sách bài hát
| STT | Nhan đề                    | Sáng tác       | Thời lượng |
| --- | -------------------------- | -------------- | ---------- |
| 1.  | "Initiation"               | Hansen         | 1:21       |
| 2.  | "I'm Alive"                | Hansen         | 3:23       |
| 3.  | "A Little Time"            | Kiske          | 3:59       |
| 4.  | "Twilight of the Gods"     | Hansen         | 4:29       |
| 5.  | "A Tale That Wasn't Right" | Weikath        | 4:42       |
| 6.  | "Future World"             | Hansen         | 4:02       |
| 7.  | "Halloween"                | Hansen         | 13:18      |
| 8.  | "Follow the Sign"          | Hansen/Weikath | 1:46       |

| Bonus tracks | Bonus tracks                          | Bonus tracks   | Bonus tracks |
| STT          | Nhan đề                               | Sáng tác       | Thời lượng   |
| ------------ | ------------------------------------- | -------------- | ------------ |
| 1.           | "Victim of Fate"                      | Hansen         | 7:00         |
| 2.           | "Starlight (Remix)"                   | Hansen/Weikath | 4:15         |
| 3.           | "A Little Time (Alternative Version)" | Kiske          | 3:33         |
| 4.           | "Halloween (Video Edit)"              | Hansen         | 5:02         |

- Track 2 và 3 xuất hiện trong single Future World.
- Track 4 xuất hiện trong single Pumpkin Box.
- Với bản đĩa vinyl, mặt A gồm các track 1-5, mặt B gồm các track 6-8.

## Sản xuất

### Helloween
- Michael Kiske - Hát chính
- Kai Hansen - Guitar, Front Cover Concept
- Michael Weikath - Guitar
- Markus Grosskopf - Bass
- Ingo Schwichtenberg - Trống

### Khác
- Tommy Hansen - Hợp tác sản xuất, thiết kế, Mixing, Emulator
- Edda & Uwe Karczewski - Thiết kế bìa
- Limb - Sleeve & Back Cover Concept
- Tommy Newton - Sản xuất, thiết kế

## Xếp hạng
Album - Billboard (Bắc Mỹ)
| Năm  | Bảng xếp hạng     | Vị trí |
| ---- | ----------------- | ------ |
| 1987 | The Billboard 200 | 104    |